# Gola Dzierżoniowska
Gola Dzierżoniowska (fino al 2002 Gola, in tedesco Guhlau) è una frazione polacca nel comune di Niemcza, nel distretto di Dzierżoniów, nel voivodato della Bassa Slesia, nel sud-ovest della Polonia.
Si trova a circa 4 km a nord-ovest di Niemcza, a 18 ad est di Dzierżoniów e 47 a sud del capoluogo di regione, Breslavia.
La frazione ha una popolazione di circa 150 abitanti.
Il villaggio fu fondato nel Medioevo durante la dinastia dei Piast in Polonia. Tra il 1871 e il 1945 parte della Germania.
Nella frazione si trova il Castello di Gola Dzierżoniowska.